# Pasom-mana Tesserae
Le Pasom-mana Tesserae sono una struttura geologica della superficie di Venere.